# 澤普魯德影片

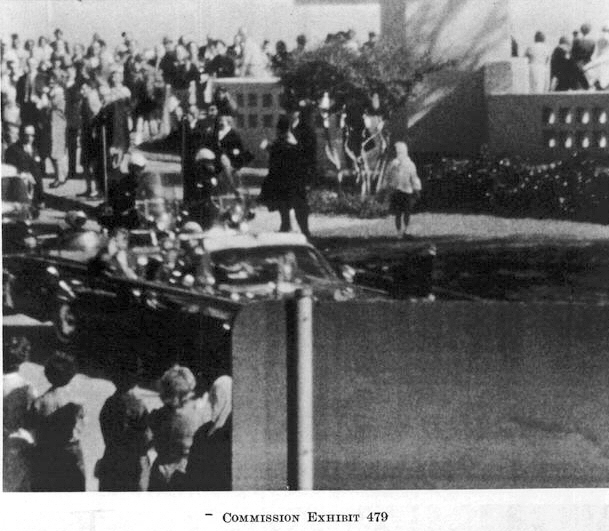
黑白副本澤普魯德影片中的第189幀。甘迺迪的加長敞篷車轉入埃爾姆大街的第一聲槍響後。

澤普魯德影片（英語：Zapruder film），是美國公民亞伯拉罕·澤普魯德（Abraham Zapruder）使用貝爾-豪威爾（Bell＆Howell）家用攝像機拍攝的無聲8毫米底片彩色影片，內容記錄1963年美國總統約翰·甘迺迪遭刺殺的現場情形。

## 簡介
「澤普魯德影片」的內容是1963年11月22日，美國總統約翰·甘迺迪的車隊通過德克薩斯州達拉斯迪利廣場時的畫面，轉入埃爾姆大街時正好捕捉到肯尼迪遇刺瞬間。澤普魯德影片不是肯尼迪遇刺唯一留下的影片，卻是當中最完整的一部影片，拍攝角度可以見到約翰·甘迺迪總統致命的頭部傷口。澤普魯德影片是「沃倫委員會」和隨後所有對於總統遇刺案調查的重要部分，也是歷史上被研究最多次的影片之一。沃倫委員會使用黑白形式的澤普魯德影片在聆訊和證物第XVIII卷中作為委員會證物第885號。在這部影片記錄下的內容裡，總統豪華轎車幾乎完全位於澤普魯德之前、略低於澤普魯德的位置，捕獲約翰·甘迺迪總統頭部的致命一擊。

## 外部連結
- The History of the Zapruder Film （页面存档备份，存于）
- The Zapruder Camera Bell & Howell 414PD Director Series - Overview and User's Manual.
- 互联网电影数据库（IMDb）上《Zapruder Film of Kennedy Assassination》的资料（英文）
- YouTube上的Assassination de John F. Kennedy（澤普魯德影片的完整影像）